# Clóvis Moura
Clóvis Steiger de Assis Moura (Amarante, 10 de junho de 1925 – São Paulo, 23 de dezembro de 2003), mais conhecido como Clóvis Moura, foi um sociólogo, jornalista, historiador e escritor brasileiro. Nasceu na cidade de Amarante, no Piauí. No livro Argila da Memória, Clóvis Moura fala da sua infância no interior, do Rio Parnaíba e de mitos do folclore piauiense, como a lenda do cabeça de cuia. Influenciado pelo marxismo, desenvolveu a sociologia da práxis negra.
Iniciou sua militância pelo Partido Comunista Brasileiro em 1945 e, em 1962, na cisão do partido, migrou para o PCdoB. Destacou-se pela militância pioneira no movimento negro brasileiro. Colaborou com artigos para jornais da Bahia e de São Paulo.

## Biografia
Moura iniciou-se muito jovem como aspirante a jornalista no pequeno jornal O Potiguar, publicação estudantil criada por ele como porta-voz do Grêmio Cívico Literário do Colégio Diocesano Santo Antônio, em Natal (RN), onde fez o curso secundário. Ali publicou em 1939, aos 14 anos de idade, o primeiro texto jornalístico de que se tem notícia, e já revelava na escolha do tema e do título interesse pela história nacional: Libertas que sera tamem abordava a Inconfidência Mineira.
Residiu em Salvador em 1941 por pouco tempo, mas o suficiente para que estabelecesse contatos e vínculos com jovens intelectuais, entre eles Vivaldo da Costa Lima, Aluísio Sepúlveda, Rui e Otto Soledad, Epaminondas da Costa (irmão de Vivaldo), Clóvis Amorim e Isaías Paim. Novo deslocamento da família por motivo de ocupação profissional do pai, funcionário da Receita Federal, o levou a outras paragens, desta vez para Juazeiro (Bahia), no interior da Bahia, provavelmente em 1942. A mudança de residência não rompeu, entretanto, os vínculos construídos com os intelectuais de Salvador, antes os intensificou mediante correspondência, atividade literária e política. Existem muitos indícios de que os 500 quilômetros de distância entre a capital baiana e a pequena cidade situada no extremo norte do Estado, na divisa com Pernambuco, não abalaram os contatos já estabelecidos. Foi provavelmente por essa época que ocorreu a aproximação de Moura com o PCB, fortalecida sem dúvida na conjuntura do pós-Guerra, quando o partido conseguiu existência legal e grande popularidade, e seu secretário-geral do partido, Luís Carlos Prestes, se sobressaía como grande liderança. Certo é que os contatos estabelecidos em Salvador com os intelectuais vinculados ou simpatizantes ao PCB lhe abriram portas para a publicação de artigos e poesias. Ou seja, ele principiou a ter “acesso reservado” ao mundo jornalístico e às páginas de revistas em que publicava resenhas literárias e poesias, como ocorreu com outros jovens escritores aspirantes ao reconhecimento de seus talentos.
Anos depois, residindo na cidade de Juazeiro, Moura persistiu no encaminhamento de sua vida para o jornalismo e fundou em 1949 Jacuba , jornal efêmero, do qual não foram identificados exemplares; porém, indícios sugerem que resultava de contatos mantidos com o PCB. A aproximação do partido já havia motivado sua malsucedida e pouco conhecida candidatura às eleições para o legislativo estadual do Piauí, em 1947, a qual, no entanto, não se concretizou por esse partido, e sim pelo Partido Socialista Brasileiro (PSB), com apoio de Luís Carlos Prestes. Aproximara-se do PSB por ter vínculos familiares com um de seus fundadores, João Mangabeira, que afirmou ser seu tio em depoimento prestado ao Departamento de Ordem Política e Social (DOPS) em São Paulo, décadas depois, mais precisamente em 11 de fevereiro de 1970, quando foi "chamado a esclarecer" suas atividades políticas. Naquela época das eleições ao legislativo estadual, diversas candidaturas de simpatizantes do PCB foram registradas sob outras siglas; e o PSB, fundado pela fusão de grupos estaduais de tendências de esquerda, abrigava tanto o reformismo cristão como adeptos do marxismo radical. Nas eleições para a Constituinte em 1945 já o partido alcançara grande representatividade ao eleger Prestes senador, além de 14 deputados, todos inscritos no processo eleitoral sob sua legenda.

### A Frente Cultural
Na dinâmica das atividades culturais comunistas no Brasil inseriu-se Clóvis Moura após o fim do Estado Novo, tentando conquistar espaço na imprensa partidária. Fracassada a tentativa de atuação parlamentar, em 1947 estabeleceu contato com a revista Literatura, fundada e dirigida por Astrogildo Pereira—que contava em seu conselho editorial com Álvaro Moreira, Aníbal Machado, Arthur Ramos, Graciliano Ramos, Manuel Bandeira e Orígenes Lessa—, com periodicidade irregular embora se apresentasse como mensal. Seu propósito consistia em divulgar debates culturais e literários, levá-los ao povo e promover aliança entre intelectuais, tanto que abrigou escritores de diversas tendências, entre eles os filiados ao PCB, como Jorge Amado, além de outros sem clara filiação partidária.
Em 1949, cada vez mais integrado a um grupo de intelectuais da capital baiana que atuavam no PCB, Moura trabalhou como redator em O Momento, jornal diário publicado em Salvador entre 1945 e 1957, com o objetivo de divulgar atividades do partido e chamar leitores para a militância, além de estampar notícias nacionais e internacionais, crônicas e temas destinados a alcançar um público amplo. Nele atuou após o empastelamento ocorrido em 1947, na esteira da repressão que se seguiu à situação do partido na ilegalidade; porém, não permaneceu para vê-lo extinto, pois se transferiu com a família para a cidade de São Paulo em 1950, por razões ainda não conhecidas, provavelmente em busca de inserção profissional.
Ali estabelecido, deu continuidade à atuação na Frente Cultural, que nesta cidade era liderada por Caio Prado Júnior, Vilanova Artigas e Arthur Neves. Passou a trabalhar como redator do jornal Última Hora, periódico da chamada grande imprensa, fundado e dirigido por Samuel Wainer, onde permaneceu de 1952 a 1958. Paralelamente, atuou até 1955 como secretário de redação da revista Fundamentos, fundada por Monteiro Lobato e publicada trimestralmente pelo PCB em São Paulo de 1948 a 1955, sob a direção de Armênio Guedes, Vilanova Artigas e Caio Prado Júnior. Abordava temas culturais, os quais correspondiam ao anúncio de tratar-se de “revista de cultura moderna”, expressa em assuntos variados. Deixara de ser um principiante noviço, e iniciava um período consistente de inserção como profissional da imprensa nas publicações comunistas.
Além de atuar na secretaria da redação, Moura encontrou em Fundamentos acolhida para sua própria produção e uma interlocução respeitosa, que reconhecia a contribuição que ele poderia dar ao periódico na captação de artigos, expectativa sem dúvida autorizada pelo seu dinamismo e pela rede de sociabilidades comunistas a que ele pertencia. Publicou entre 1952 e 1955 quatro artigos sobre literatura e história, os quais traduziam não apenas suas preocupações da época mas também, e principalmente, pautas do PCB em seu programa anticapitalista, anti-imperialista e de valorização das lutas populares.

## Trajetória intelectual

### Sobre a resistência quilombola
Apoiando-se na teoria de Marx, analisou a luta de classes no sistema escravista. Clóvis Moura questionou a visão de Gilberto Freyre sobre a passividade do negro no Brasil, destacando a resistência à escravidão dos quilombos. Clóvis Moura opõe o negro acomodado—que aceita passivamente a escravidão — ao rebelde, quase-herói, quilombola, antípoda do primeiro e, por outro lado, as formas de resistência passiva (suicídios, fugas, formação de quilombos) e as ativas (revoltas abertas, assassinatos de feitores e ações de guerrilhas dos quilombolas).
Para Clóvis Moura, a sociedade escravista brasileira era subdividida em duas classes antagônicas: os senhores de escravos (classe dominante) e os escravos (classe dominada). Os escravos produziam os bens materiais e as riquezas enquanto os senhores de escravos detinham a propriedade e os meios de produção. Após a abolição, os escravos, apesar de terem produzido as riquezas que alicerçaram a economia brasileira, não tiveram direito à propriedade.[carece de fontes?]

## Obras
- Rebeliões da senzala: quilombos, insurreições, guerrilhas (1959)
- Argila da Memória (1962)
- O Negro: de Bom Escravo a Mau Cidadão? (1977)
- A sociologia posta em questão (1978)
- Diário da Guerrilha do Araguaia (1979)
- Os Quilombos e a Rebelião Negra (1981)
- Brasil: as raízes do protesto negro (1981)
- Sociologia do Negro Brasileiro (1988)
- As injustiças de Clio: o negro na historiografia brasileira (1990)
- Dialética Radical do Brasil Negro (1994)
- Dicionário da escravidão negra no Brasil (2004)